# 海倫·凱勒國家中心
海倫·凱勒國家盲聾青少年和成人中心（英語：Helen Keller National Center for Deaf-Blind Youths and Adults），簡稱海倫·凱勒國家中心或HKNC，是美國的一個基金會，為像海倫·凱勒一樣的盲人和聾人提供服務。
該中心成立於1967年，根據《海倫凱勒法案》獲得國會法案的授權，為全國範圍內的盲聾人提供服務。該中心位於紐約州沙點，擁有一個住宅康復和培訓設施，該設施於1976年開業。此外，該中心還設有十個區域辦事處，為家庭和專業護理人員提供支持。該組織為個人提供獨立的生活技能培訓、轉介、就業培訓、諮詢和過渡援助，並為服務提供者提供技術援助和培訓。此外，該中心還有一個針對專業人士的國際實習計劃。
該中心的部分資金來自美國教育部康復服務管理局。根據2001年的數據，聯邦政府每年提供該中心850萬美元的運營成本中的1100萬美元。國會的調查結果是，該中心是滿足盲聾個人需求的重要國家資源，目前沒有任何州擁有能夠滿足這類需求的設施或人員。
根據數據，美國約有70,000名盲聾人。其中大多數人患有亞瑟綜合徵，這是一種先天性障礙，在這種情況下，個體在出生時即失聰，並在青春期失明。根據聯邦法律，各州負責在盲聾人達到16歲之前提供教育，之後該中心接管這一責任。

## 外部連結
- 官方网站